# Добруджанска революционна организация
Добруджанската революционна организация (ДРО) е про-комунистическа организация на българите в Южна Добруджа. През септември 1925 във Виена бивши дейци на ВДРО и дейци на БКП, сред които Дочо Михайлов, Петър Вичев, Върбан Петров, Георги Кроснев, Петър Нейчев, Георги Стефанов и Димитър Ганев създават ДРО. Организацията се ползва с подкрепата на Коминтерна, а в периода 1926 – 1928 ДРО се конфронтира с про-българската ВДРО. За кратко време се създават местни комитети в някои села, като в България организацията се направлява от БКП, а в Румъния от Румънската комунистическа партия. През 30-те години ДРО приема тезата на Коминтерна за съществуването на добруджанска нация. Постепенно социалните задачи все повече изместват националните. ДРО е против връщането на Южна Добруджа към България.
След 1934 г. организацията е забранена от военните и дейците ѝ се включват в БРП. Видни дейци на организацията са д-р Петър Вичев, Димитър Дончев, Д. Ганев.
В 1930 – 1931 година издава френскоезичния вестник „Бюлтен дьо л'Органисасион революсионер добруджанез“.